# Beaucouzé
Beaucouzé ist eine französische Gemeinde im Département Maine-et-Loire in der Region Pays de la Loire. Der Ort liegt in den Außenbezirken von Angers und ist dem Gemeindeverband Angers Loire Métropole angeschlossen.
Aufgrund der Nähe zur Metropole Angers und der Ansiedlung mehrerer Betriebe hat Beaucouzé ein enormes Wachstum seiner Einwohnerzahl erfahren. Von 638 Einwohnern im Jahr 1962 stieg diese auf aktuell 5618 Einwohner (Stand 1. Januar 2022). Der Ort beherbergt neben drei Schulen auch ein bedeutendes Industrieviertel.
Beaucouzé pflegt seit dem Jahr 2000 eine enge Städtepartnerschaft mit Selb in Oberfranken. Seit 1997 gab es schon einen Freundschaftsvertrag der beiden Gemeinden.

## Bevölkerungsentwicklung
| Jahr      | 1962 | 1968 | 1975 | 1982 | 1990 | 1999 | 2009 | 2018 |
| Einwohner | 656  | 821  | 1395 | 2266 | 3867 | 4851 | 5020 | 5298 |

## Sehenswürdigkeiten

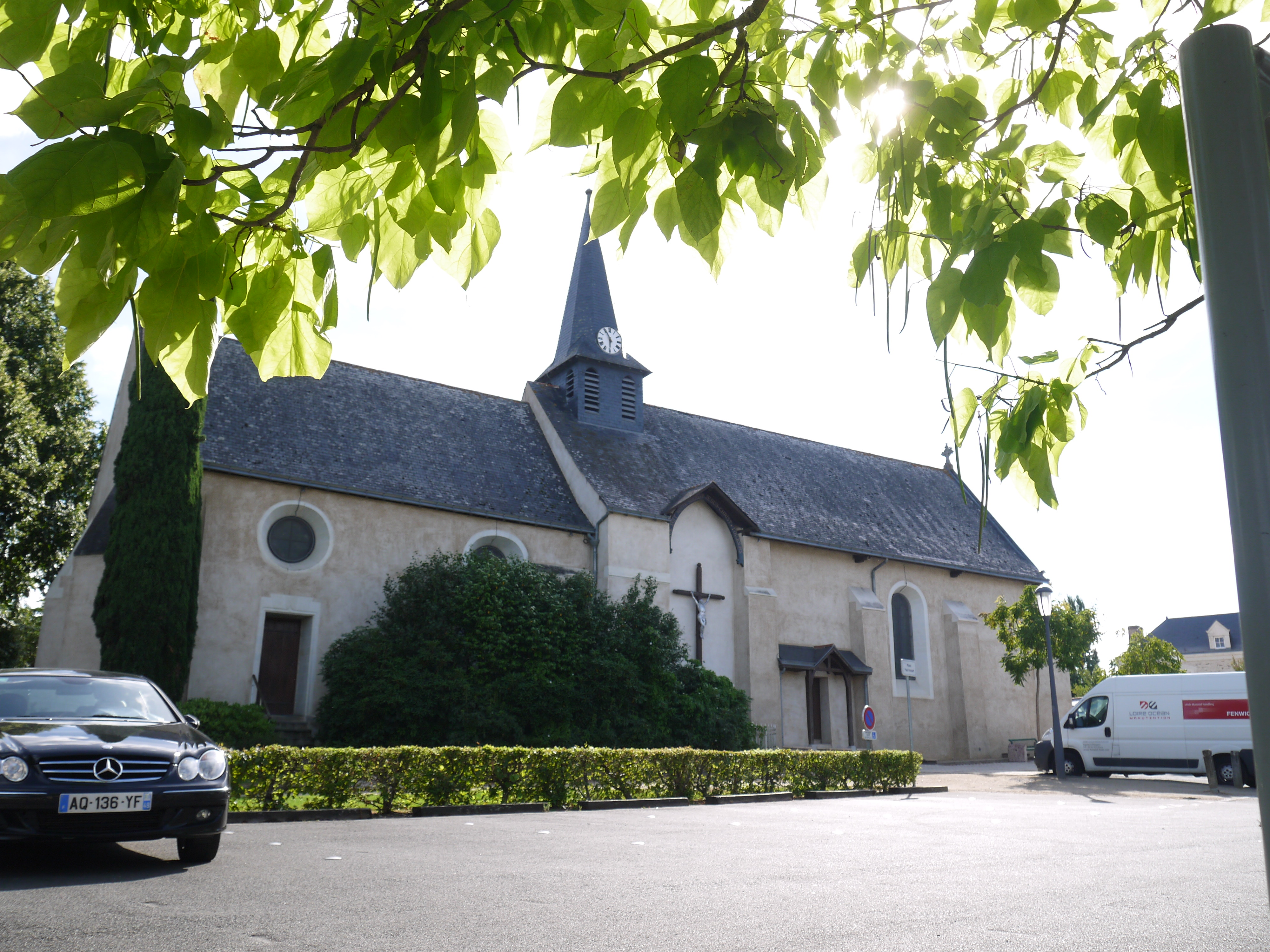
Kirche Saint-Gilles

- Kirche Saint-Gilles